# Cuphophyllus
Cuphophyllus is een geslacht van schimmels behorend tot de familie Hygrophoraceae. De typesoort is Cuphophyllus pratensis.

## Soorten
Volgens Index Fungorum telt het geslacht 35 soorten (peildatum november 2021):
| Soortnaam                                       | Auteur(s)                                           | Publicatiejaar |
| ----------------------------------------------- | --------------------------------------------------- | -------------- |
| Cuphophyllus acutoides                          | (A.H. Sm. & Hesler) Lodge, Matheny & Sánchez-García | 2013           |
| Cuphophyllus adonis                             | (Singer) Lodge & M.E. Sm.                           | 2013           |
| Cuphophyllus albidocinereus                     | (Kalamees) Bon                                      | 1990           |
| Cuphophyllus atlanticus                         | J.B. Jordal & E. Larss.                             | 2021           |
| Cuphophyllus aurantius                          | (Murrill) Lodge, K.W. Hughes & Lickey               | 2013           |
| Cuphophyllus basidiosus                         | (Peck) Lodge & Matheny                              | 2013           |
| Cuphophyllus bicolor                            | (Dennis) Lodge & S.A. Cantrell                      | 2013           |
| Cuphophyllus borealis                           | (Peck) Bon                                          | 1985           |
| Cuphophyllus borealis                           | (Peck) Bon ex Courtec.                              | 1985           |
| Cuphophyllus canescens                          | (A.H. Sm. & Hesler) Bon                             | 1990           |
| Cuphophyllus cinerellus                         | (Kühner) Bon                                        | 1985           |
| Cuphophyllus colemannianus                      | (A. Bloxam) Bon                                     | 1985           |
| Cuphophyllus comosus                            | (Bas & Arnolds) Lodge, Boertm. & E. Larss.          | 2020           |
| Cuphophyllus esteriae                           | Voitk, I. Saar & E. Larss.                          | 2020           |
| Cuphophyllus flavipes                           | (Britzelm.) Bon                                     | 1985           |
| Cuphophyllus flavipesoides                      | J.B. Jordal & E. Larss.                             | 2021           |
| Cuphophyllus fornicatus (Ridderwasplaat)        | (Fr.) Lodge, Padamsee & Vizzini                     | 2013           |
| Cuphophyllus griseorufescens                    | (E. Horak) Lodge & Padamsee                         | 2013           |
| Cuphophyllus lacmus                             | (Schumach.) Bon                                     | 1985           |
| Cuphophyllus lamarum                            | Voitk, Boertm. & I. Saar                            | 2020           |
| Cuphophyllus laranja                            | Desjardin & B.A. Perry                              | 2020           |
| Cuphophyllus lepidopus                          | (Rea) A.M. Ainsw.                                   | 2017           |
| Cuphophyllus nebularis                          | Bon                                                 | 1985           |
| Cuphophyllus neopratensis                       | Courtec. & Fiard                                    | 2005           |
| Cuphophyllus pegleri                            | Lodge                                               | 1999           |
| Cuphophyllus pratensis (Weidewasplaat)          | (Pers.) Bon                                         | 1985           |
| Cuphophyllus pseudopallidus                     | (Hesler & A.H. Sm.) Lodge, Boertm. & E. Larss.      | 2020           |
| Cuphophyllus rainierensis                       | (Hesler & A.H. Sm.) Lebeuf                          | 2018           |
| Cuphophyllus recurvatus                         | (Peck) Lebeuf                                       | 2018           |
| Cuphophyllus roseascens                         | (E. Ludw. & J.G. Svenss.) Lebeuf                    | 2018           |
| Cuphophyllus roseipes                           | (Massee) Lüderitz                                   | 2018           |
| Cuphophyllus russocoriaceus (Geurende wasplaat) | (Berk. & T.K. Mill.) Bon                            | 1985           |
| Cuphophyllus subroseovenosus                    | S.A. Cantrell & Lodge                               | 2008           |
| Cuphophyllus virgineus (Sneeuwzwammetje)        | (Wulfen) Kovalenko                                  | 1989           |
| Cuphophyllus yacurensis                         | A. Barili, C.W. Barnes & Ordoñez                    | 2017           |